# Vagnas
Vagnas ist eine französische Gemeinde mit 628 Einwohnern (Stand 1. Januar 2022) im Département Ardèche in der Region Auvergne-Rhône-Alpes. Sie gehört zum Kanton Vallon-Pont-d’Arc und zum Kommunalverband Gorges de l’Ardèche.

## Geografie
Vagnas liegt im Süden der Region Auvergne-Rhône-Alpes, etwa acht Kilometer südwestlich des Flusses Ardèche, 26 Kilometer südwestlich von Pierrelatte und sieben Kilometer südwestlich von Vallon-Pont-d’Arc, zwischen den Nachbargemeinden Labastide-de-Virac im Nordwesten und Barjac (Département Gard) im Südosten. Der Weiler La Trouillère gehört zur Gemeinde.

## Geschichte
Um das Jahr 1100 wurde Vagnas erstmals urkundlich erwähnt. Zur Zeit Ludwigs XIII. (1601–1643) wurde die Stadtmauer geschleift. 1793 erhielt Vagnas im Zuge der Französischen Revolution den Status einer Gemeinde und 1801 das Recht auf kommunale Selbstverwaltung.

### Bevölkerungsentwicklung
| Jahr                       | 1962 | 1968 | 1975 | 1982 | 1990 | 1999 | 2006 | 2018 |
| Einwohner                  | 323  | 298  | 332  | 412  | 383  | 430  | 520  | 562  |
| Quellen: Cassini und INSEE |      |      |      |      |      |      |      |      |

## Sehenswürdigkeiten
An der D579 steht ein Miliarium (römischer Meilenstein) aus dem 2. Jahrhundert, dem 1717 ein christliches Kreuz aufgepfropft wurde. Er gehört der Gemeinde und wurde 1974 in das Zusatzverzeichnis der Monuments historiques (historische Denkmale) eingetragen. Das Miliarium trägt eine Inschrift, die unleserlich ist. Es stand an einer Römerstraße, die am rechten Ufer der Rhone entlang von Valence (Valentia) nach Nîmes (Nemausus) und Alba-la-Romaine (Alba Helviorum) führte. Diese Römerstraße wird auf Französisch Voie d’Antonin oder Voie Helviens (Weg des Antoninus, Weg der Helvetier) genannt. Sie entspricht teilweise der D579.
Auf dem Flurstück Le Monastier wurden 1941 archäologische Ausgrabungen durchgeführt, bei denen man eine mittelalterliche Nekropole entdeckte. Bei weiteren Ausgrabungen im Jahre 1979 entdeckte man die Reste einer romanischen Kirche, die zu einer Priorei gehörte, die wiederum zum Kloster Saint-Victor in Cruas gehörte. Unterhalb der Ruine der Kirche fand man die Fundamente eines kleinen karolingischen Gebäudes. Eine Inschrift besagt, dass die Priorei von einem Vicomte Maubert gegründet wurde. Das Alter der Tafel ist umstritten, sie könnte aus dem 10., 11. oder 12. Jahrhundert stammen. In der Nähe der Ruinen steht ein Waschhaus (Lavoir), das vor einigen Jahren restauriert wurde.
Im Museum Urbain-Thévenon werden Fundstücke der Ausgrabungen gezeigt, darunter Tongefäße aus der Nekropole und das Taufbecken aus der Priorei.